# 潛水戰隊
潛水戰隊（日语：／ Sensui Sentai ?），为旧日本海军的一种潜艇中队编制。在日本海军内的框架内，潜水战队以若干巡洋潜艇为基本战力，并配属有潜水母舰或大型潜艇等作为旗舰。

## 概述

### 运用
日本海军一直强调运用小型的军舰，使用鱼雷等大威力武器对敌军舰艇造成杀伤的战术。日军习惯将以鱼雷为主要攻击手段的小型军舰编成相应的水雷戰隊，以驱逐舰为主力。但在运用潜艇的早期，日军仍还在摸索如何运用这一新事物。1915年（大正4年）4月6日，日军基于对潜艇作为“可以潜水的鱼雷艇”的认识，一度把自身的潜艇部队也编为第4水雷戰隊。1919年4月1日，四水战解散，原兵力改编为新的第1潜水战队。
日本海军从末次信正担任一潜战司令开始，就一直高度强调潜艇在舰队决战中的作用。日军一直在研究、演练如何在主战舰队中编入潜艇，谋求对敌方舰队发动攻击，而并非分散进行海上交通破袭战。
《伦敦海军条约》签订后，1936年（昭和11年）军令部在改定的“国防所要”内，对潜艇兵力作出如下计划：
- 第一舰队（以9艘战列舰为核心）：两支潜水战队（轻巡洋舰、潜水母舰各一艘，大型潜艇18艘）；
- 第二舰队（以8艘大型巡洋舰为核心）：两支潜水战队（轻巡一艘，大型潜艇18艘）；
- 第三舰队（以巡洋舰为核心）；
- 第四舰队（以巡洋舰为核心）：两支潜水战队（潜母两艘，大型潜艇18艘）；
- 防备部队：巡洋舰8艘、中型潜艇15艘（计划制定时实际18艘）、其他；
- 联合舰队附属：一支潜水战队（轻巡一艘、巡潜型9艘）、布雷潜艇4艘[2]。

日军在战前逐渐发展出渐减邀击战略，作为渐减作战的重要一环，开始对舰队潜艇以及巡潜型潜艇的水面航行能力提出了更高的要求，以图以高速在伴随舰队行进时进行作战展开，同时作为监视的潜艇也要能以高速尾随敌舰，并伺机占领阵位发动攻击。
另一方面，日军也的确考虑到潜艇作为海上交通线破袭战兵器的潜力，并在战前进行了相应的演练。在太平洋战争期间，日军对盟军进行了一定程度的破交作战，但是面对着美国1942年总造船539万3000吨（相当于大约每个月新造船45万吨）的庞大工业实力，日军在印度洋上仅有宛如“白纸”的潜艇部队，并没能取得多少战果。

### 编制形式
大正初年以来，日军的惯例是以3艘潜艇为一支潜水队，3支潜水队编为一支潜水战队（共计9艘）。但在实际作战时，潜艇以单艇作战为多，潜水战队司令基本没有自己指挥三艘潜艇的机会；而且司令乘坐的潜艇受到战损的战例也不少，在发生这种情况时，又不可能由第六艦隊直接指挥。因此日军潜艇艇长对现有的制度颇为不满，认为应该废除潜水队编制。而军政系统则强烈反对这种主张，认为这会对教育、人事、修理、补给等事宜造成不利影响，双方争执不下，并没有得出什么决定性的结论。1942年（昭和17年）8月10日发布的战时编制改定中，原则上规定潜水队由3艘扩编至6艘；但因战局逐渐恶化，潜艇损失日增，剩下的潜艇亟待修理者也为数不少，对于前线已经是顾不上什么编制的情况，能用的每一艘潜艇都要立即派出去，导致有的潜水队名下甚至有15艘潜艇之多。另外也有不少潜艇单独行动，或者附属于舰队而行动，原有的潜水战队的形式逐渐废弃。

## 其他链接
- 第六艦隊，旧日本海军专门为潜艇而组建的一支舰队